# Mœrnach
Mœrnach (deutsch Mörnach, elsässisch Märnà) ist eine französische Gemeinde mit 517 Einwohnern (Stand 1. Januar 2022) im Département Haut-Rhin der Region Grand Est (bis 2015 Elsass). Sie liegt im Elsass und gehört zum Kanton Altkirch und zum Gemeindeverband Sundgau.

## Geografie
Die Gemeinde Mœrnach liegt 18 Kilometer von Altkirch entfernt im südlichen Sundgau nahe der Grenze zur Schweiz.
Das Dorf liegt am Südrand des lössbedeckten Sundgauer Tertiärhügellandes im Bereich der unter der Lössdecke lagernden Sundgauschotter. Diese sind die Hinterlassenschaft einer einst (im Pliozän und Altpleistozän) über Doubs, Saône und Rhône  zum Mittelmeer entwässernden Ur-Aare. Unmittelbar südlich des Dorfs erhebt sich eine weit nach N vorgeschobene Kette des Faltenjuras, die Bürgerwaldkette.

## Geschichte
Der Ursprung des Namens geht auf die lateinische Bezeichnung „Mauriniacum“ und „Domaine de Maurinius“ zurück. In den Urkunden erscheint der Ort erstmals 1230 als Mournach.
Bis 1324 gehörte der Ort zur Grafschaft Pfirt und kam dann durch die Heirat der Johanna von Pfirt mit Herzog Albrecht II. von Österreich an Habsburg. Im Westfälischen Frieden 1648 ging der Ort mit dem ganzen elsässischen Besitz der Habsburger an die französische Krone. Von 1871 bis zum Ende des Ersten Weltkrieges gehörte Mörnach als Teil des Reichslandes Elsaß-Lothringen zum Deutschen Reich und war dem Kreis Altkirch im Bezirk Oberelsaß zugeordnet.
Die Häuser der Gutsherren von Pfirt waren Mörnach als deren Hauptort untergeordnet. Gleichzeitig befand sich dort die Administration der Dörfer Köstlach, Altpfirt, Dürlinsdorf, Liebsdorf, Winkel und Moos. Der Ort war in mehrere Kriege und andere Konflikte, darunter den Dreißigjährigen Krieg, verwickelt. Im Februar 1916 gerieten sieben Häuser durch eine Granate in Brand. Sechs weitere Häuser wurden während des Ersten Weltkrieges zerstört.

### Bevölkerungsentwicklung
| Jahr      | 1910 | 1962 | 1968 | 1975 | 1982 | 1990 | 1999 | 2007 | 2016 |
| Einwohner | 444  | 421  | 453  | 434  | 426  | 454  | 536  | 542  | 550  |

## Sehenswürdigkeiten
- Die Kirche St. Joseph wurde 1804 erbaut. Eine 1912 aufgesetzte  Zwiebelhaube wurde 1968 durch den jetzigen spitzen Turmhelm ersetzt. Moernach wurde erst 1820 selbständige Kirchengemeinde, zuvor war es Filial von Koestlach.
- Kapelle der Vierzehn Nothelfer, genannt Pfifferkapelle
- Einige gut erhaltene Fachwerkbauten. An der Rue du Maréchal Ferrant Nr.1 ein Haus in Stockwerkbauweise mit Stichbogenfenstern, Balusterpfosten und kartuschenartiger Verzierung in den Fensterbrüstungen, typisch für die Jahrzehnte um 1800 (datiert 1801), ähnlich das Haus Nr. 75 an derselben Straße, datiert 1838 und das Haus Nr. 111 an der Rue de la Première Armée sowie das Haus Rue des Fleurs Nr. 149 mit einem engmaschigen, betont dekorativem Fachwerk. An der Ecke Rue des Fleurs und Rue des Pins ein Haus in der altertümlichen Ständerbauweise.

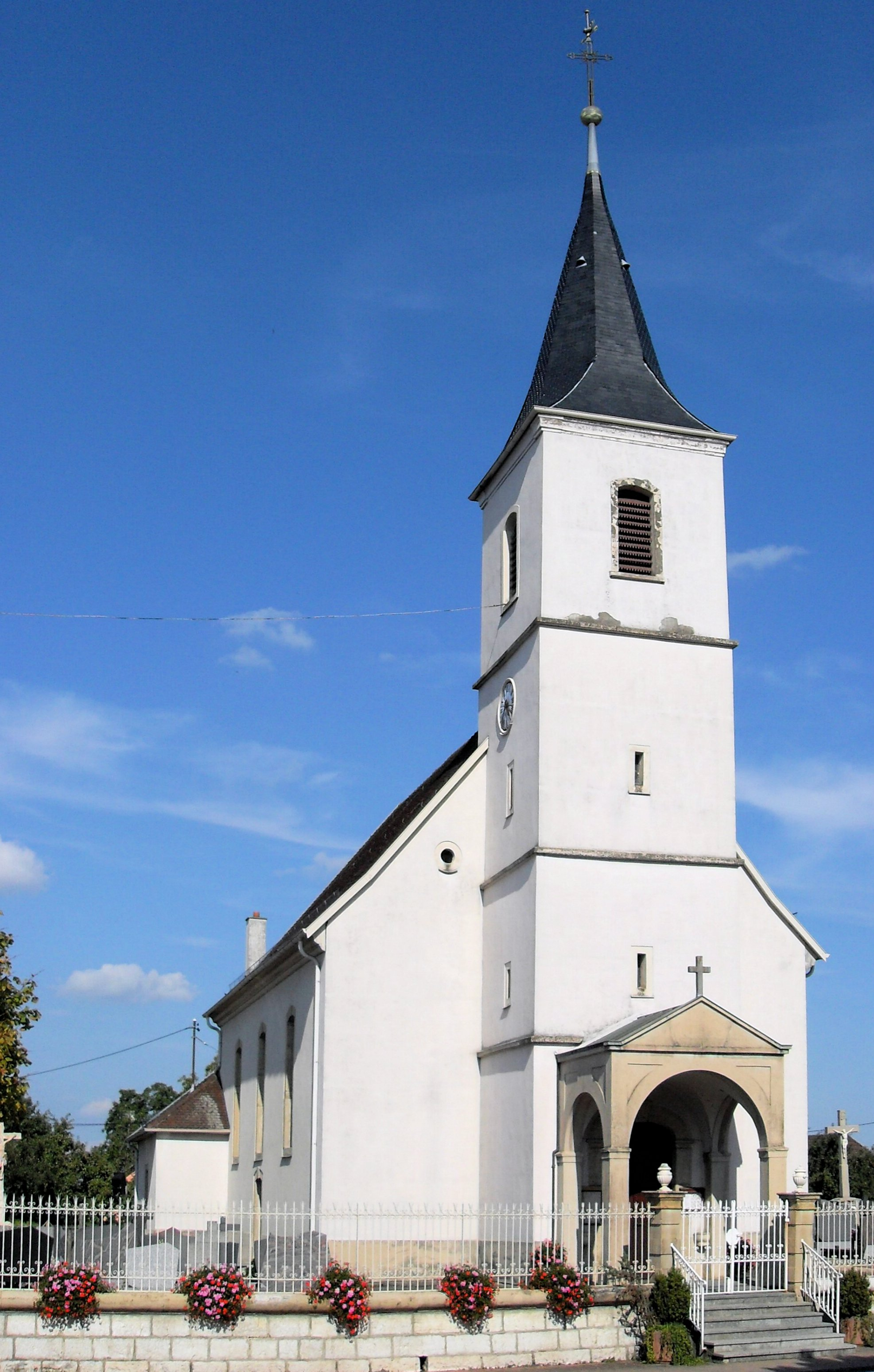
Kirche St. Joseph
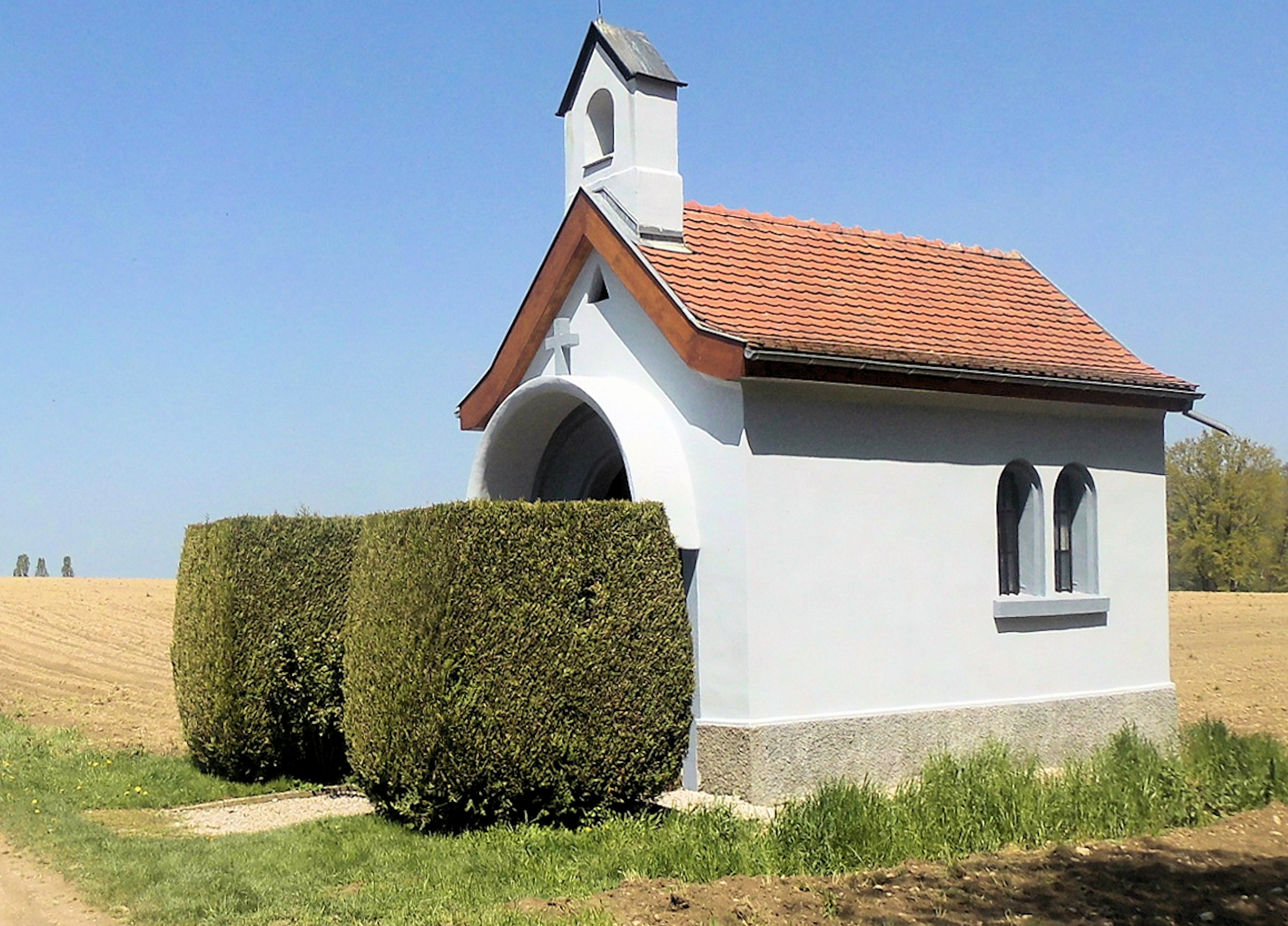
Pfifferkapelle